# Henri Bellery-Desfontaines
Henri Bellery-Desfontaines (1867-1909) pintor Art Nouveau francès, decorador i il·lustrador de cartells, litografies, tapissos, mobles, bitllets de banc, etc. Va crear els caràcters d'impremta Bellery-Desfontaines-large i Bellery-Desfontaines-étroit per a la Fonderie G. Peignot et Fils entre el 1910 i el 1912.
Els anys 1900, París era casa d'una generació d'artistes nous influenciats per corrents artístics com el neogòtic o el simbolisme. Gairebé tots començaven com pintors per a més tard dedicar-se a la decoració atrets per la idea d'un art omnipresent sense elements de vida, un art total. El Henri Bellery-Desfontaines pertanyia a aquests artistes i va començar com pintor al atelier de Pierre-Victor Galland (1822-1892), qui li encarrega una sèrie de motius decoratius per a emmarcar les pintures del Panthéon de Paris: el Maillot, el Bonnat, l'Humbert i sobretot el Jean-Paul Laurens, qui li proposa d'entrar al seu atelier a l'École des Beaux-Arts de Paris. Amb ell, realitza decoracions a l'Hôtel de Ville de Paris o al Salon Lobau, també es diu que va estudiar amb el Luc-Olivier Merson (1846-1920).
Durant els seus anys d'estudiant, va començar a fer il·lustracions per a revistes i contes i el 1895, el Bellery-Desfontaines es decanta ràpidament per la il·lustració, probablement per problemes financers, i participa en l'elaboració de revistes artístiques com L'Image, L'Estampe Moderne o L'Almanach des Bibliophiles i aquest mateix any exposa un disseny de tapisseria al Salon des Artistes Français i a poc a poc a partir de 1900 va evolucionant fins a les arts decoratives més ambicioses, realitzant tapissos i mobles gràcies a rics mandataris i mecenes.
El Bellery-Desfontaines va ser un important artista en la seva època i va participar a nombrosos esdeveniments com el Bal donis Quat'z'Arts o el Bal de l'Internat; també va realitzar il·lustracions, com un comodí per a una baralla de la signatura Fossorier Amar et Cie, una tipografia per a la Fonderie G. Peignot et Fils, o els retrats de l'Yvette Guilbert, etc.
Deixo després d'ell, una vasta producció artística amb motius florals, vegetals. Va morir als 42 anys i va deixar nombrosos projectes inacabats.